# Johannes Rulle

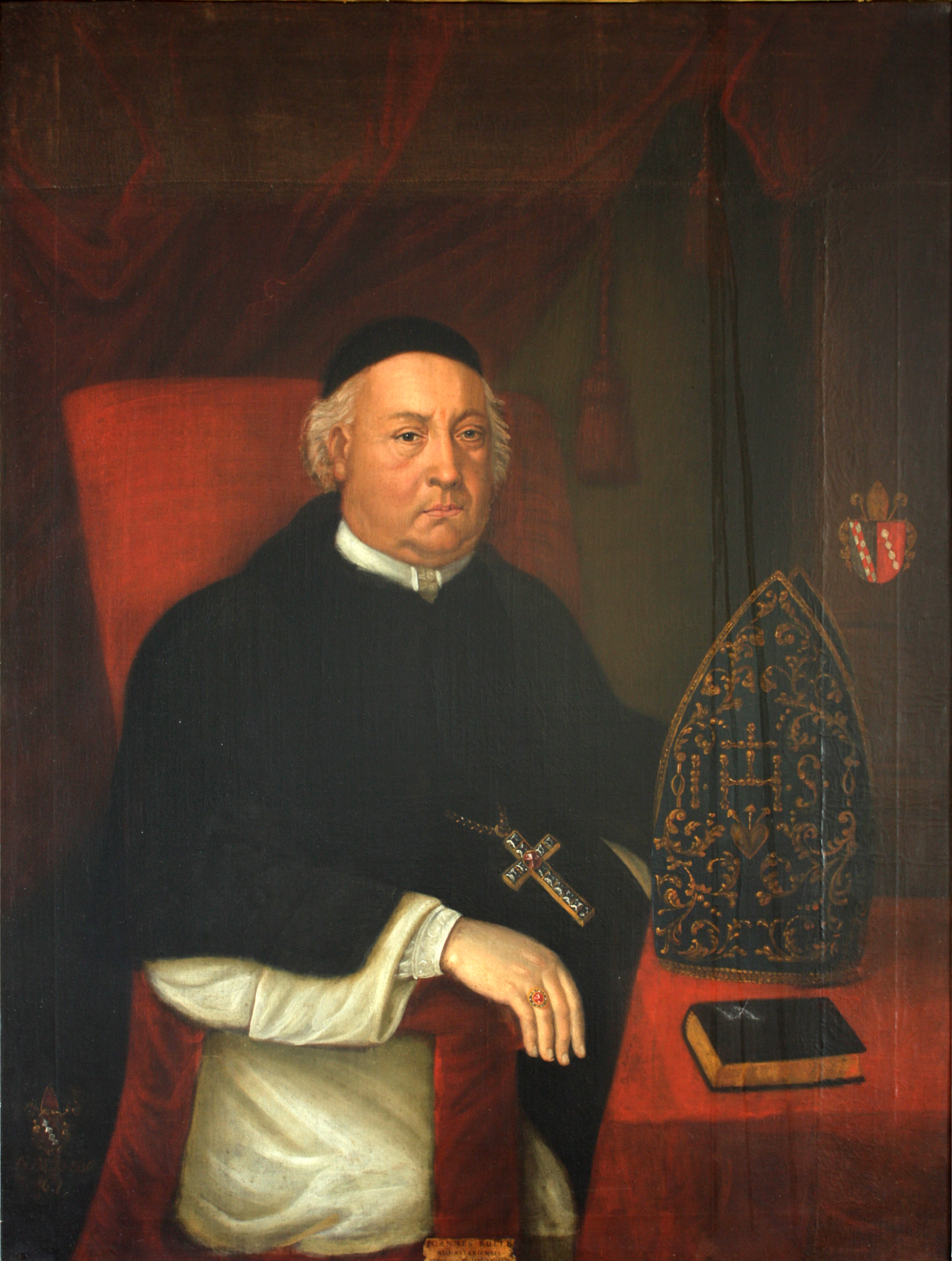
Johannes Rulle, 40. Abt von Marienfeld

Johannes Rulle SOCist (* 1642 in Münster; † 15. Oktober 1713) war Zisterzienser und Abt des Klosters Marienfeld.

## Leben
Im Alter von 21 Jahren trat Johannes Rulle in den Orden der Zisterzienser in Marienfeld ein. 1687 übernahm Rulle das Amt des Dechanten in Harsewinkel und übte es 18 Jahre lang aus. Der Marienfelder Konvent wählte unter der Leitung des Hardehausener Abtes Stephan Overgaer dann 1705 Johannes Rulle zum 40. Abt. Die Weihe empfing er durch Weihbischof Johann Peter von Quentell aus Münster. Dabei assistierten die Äbte Stephan Overgaer aus Hardehausen und Gregor Waltmann aus Liesborn. Abt Johannes gelang es, die von seinem Vorgänger, Abt Bernardus Cuelmann, angehäuften Schulden zurückzuzahlen.
Der Legende nach wurde Abt Rulle am 15. Oktober 1713 ermordet. Im Kapitelshaus neben seinen Vorgängern und Mitnovizen fand er seine letzte Ruhestätte.

## Sagengeschichten
Abt Rulle ist der Marienfelder Abt, der im Volksmund weiterlebt. Eine Sage berichtet: Als 1705 sein Vorgänger, Abt Bernardus Cuelmann, verstorben war, konnten die Mönche sich für keinen neuen Abt entscheiden. Sie wollten einen milden Abt. Als Rulle zum Abt gewählt wurde, ließ er jedoch Strenge walten. Auf einem Kolonat wurde er daraufhin 1713 hinterrücks ermordet. Nach der Beisetzung fand er jedoch keine Ruhe im Grab. Die Mönche beklagten sich beim neuen Abt Gallenkamp, dass sie beim Gebet vom verstorbenen Abt gestört würden. Abt Rulle wurde daraufhin vor eine außen liegende Kreuzigungsgruppe umgebettet, was aber keine Besserung brachte. Er störte nun die Leute, die sonntagmorgens in die Kapelle gingen. Daraufhin wurde Rulle noch einmal in die Heide umgebettet und treibt nun dort sein Unwesen.
Eine andere Geschichte berichtet, dass der Leichnam des Abts Rulle auf einem Wagen mit sechs Pferden in der so genannten Teufelskuhle (Überreste ehemaliger Fischteiche) verschwunden sei. Grauenhafte Spukgestalten entstiegen seitdem nachts der Grube. Ein Versuch, die Kuhle danach einzuzäunen, zeigte keine Wirkung; am anderen Morgen lag alles zerbrochen da.